# Curcuma arida
Nghệ khô hạn (danh pháp khoa học: Curcuma arida) là một loài thực vật có hoa trong họ Gừng. Loài này được Jana Leong-Škorničková và Lý Ngọc Sâm mô tả khoa học đầu tiên năm 2015. Mẫu định danh loài thu thập ở cao độ 75 m trong Vườn quốc gia Núi Chúa, trong địa phận thôn Thái An, xã Vĩnh Hải, huyện Ninh Hải, tỉnh Ninh Thuận, ở tọa độ 11°41′16″B 109°9′25,2″Đ / 11,68778°B 109,15°Đ. Mẫu định danh loài: Jana Leong-Škorničková, Nguyễn Quốc Bình, Aung Thame & Edward Ong JLS-2575.

## Từ nguyên
Tính từ định danh loài arida là từ tiếng Latinh (giống đực: aridus, giống trung: aridum), nghĩa là khô cằn, khô hạn. Nó ám chỉ loài nghệ này sinh sống trong vùng đất khô hạn nhất tại Việt Nam là tỉnh Ninh Thuận, Việt Nam.

## Phân bố
Loài này có tại Việt Nam. Loài này sinh sống hạn hẹp trong rừng bán khô hạn, mọc trên sườn núi đá ở những nơi trống trải hoặc trong thảm thực vật bụi rậm, thường xen kẽ với các thành viên mọng nước của chi Euphorbia; ở cao độ từ 35 đến 120 m.

## Mô tả
Cây thảo nhỏ có thân rễ, cao đến 0,5 m. Thân rễ hình trứng, 3–4 cm × ~1 cm, đôi khi có nhánh mỏng hướng xuống dưới, vỏ màu nâu sáng, ruột màu vàng, mùi thơm nồng; củ hình trứng đến hình thoi, 2,4–4,8 cm × 0,9–2,3 cm, vỏ màu nâu, ruột màu ánh trắng, vùi sâu trong đất. Chồi lá thường với 3–4 lá vào thời điểm ra hoa; thân giả dài đến 15 cm, màu xanh lục, gồm các lá bắc bẹ và bẹ lá; lá bắc bẹ 2–3, màu xanh lục, sớm chuyển thành dạng giấy khô xác và mục nát, nhẵn nhụi; bẹ lá xanh lục, nhẵn nhụi; lưỡi bẹ dài tới 5 mm, 2 thùy (các thùy từ nhọn đến nhọn hoắt), như thủy tinh, màu trắng ánh lục, trong mờ, nhẵn nhụi; cuống lá dài 1–9 cm (cuống lá thứ nhất ngắn nhất, các lá trong cùng có cuống dài nhất), có rãnh, màu xanh lục, nhẵn nhụi; phiến lá hơi không bằng nhau, hình trứng đến hình elip, tới 35 cm × 13 cm, hơi như da, nhẵn (uốn nếp rất mờ), mặt gần trục màu xanh lục, mặt xa trục màu xanh lục nhạt, gân giữa màu xanh lục, nhẵn nhụi cả hai mặt, đáy thuôn tròn, hơi xiên, đỉnh thu nhỏ dần, có lông măng. Cụm hoa ở giữa, với cuống bị che khuất trong thân giả; cuống dài tới 20 cm, đường kính tới 7 mm, màu lục nhạt ở những phần tiếp xúc với ánh sáng; cành hoa dạng bông thóc ~10–20 cm × 4–6 cm, không mào, bao gồm 15–35 lá bắc; lá bắc 3–5 cm × 2,0–4,5 cm, hình trứng từ rộng đến hẹp đến hình bay, rộng hơn ở đáy, hẹp hơn về phía đỉnh, màu ánh trắng đến lục nhạt ở nửa đáy với ánh tía tăng dần về phía đỉnh, nhẵn nhụi cả hai mặt, hợp sinh ở 1/3–1/4 phía dưới, đỉnh nhọn đến nhọn hẹp, uốn ngược; cành hoa bọ cạp xoắn ốc với 4 hoa ở gốc cụm hoa, 1–2 hoa ở đỉnh; lá bắc con nhỏ, hình tam giác hẹp và cong, rộng tới 2 mm ở gốc, dài tới 9 mm, màu trắng với ánh tía hồng ở đỉnh, đôi khi tiêu giảm hoàn toàn. Hoa dài 4–5 cm, thò ra từ lá bắc; đài hoa dài 10–13 mm, 3 răng, có vết rạch một bên dài 5–6 mm, nhẵn nhụi, màu trắng bán trong mờ, đỉnh lồi có răng, ánh màu hồng sẫm; ống tràng hoa dài 2,2–3,0 cm, hình trụ hẹp ở gốc đến khoảng 1,5–2,0 cm phía trên bầu nhụy, hình phễu ở đỉnh, màu trắng cả trong và ngoài, bên ngoài nhẵn nhụi ở gốc, có lông măng ở phần hình phễu, bên trong có lông măng, với rãnh đặt lỏng lẻo mặt lưng giữ vòi nhụy; thùy tràng lưng 15 mm × 11–13 mm, hình tam giác-hình trứng, lõm, màu trắng hoặc có chút ánh tía ở đỉnh, nhẵn nhụi, đỉnh có mấu nhọn ~1 mm; các thùy tràng bên 12 mm × 7–9 mm ở gốc, hình tam giác với đỉnh tù hơi lõm, màu trắng kem tại gốc hoặc có chút ánh tía ở đỉnh, nhẵn nhụi; cánh môi ~15–17 mm × 14 mm, hơi hình trứng ngược, với vết rạch dài tới 7 mm, màu trắng kem ở gốc, chuyển thành màu vàng ở đỉnh với dải màu vàng sáng chạy tới phần đỉnh của trung tâm; nhị lép bên 14–16 mm × 11 mm, hình trứng không đều đến hình thoi, màu trắng, màu trắng ở gốc, màu vàng về phía đỉnh, nhẵn nhụi cả hai mặt. Nhị dài 9–10 mm; chỉ nhị dài 3–5 mm, rộng 5–6 mm ở gốc, rộng 1,5 mm ở điểm nối với mô liên kết, màu trắng, có lông măng (lông tuyến); bao phấn có cựa, mô liên kết thưa lông măng, cựa bao phấn dài ~0,5 mm, dạng sợi, hình móc, màu trắng, có mào bao phấn, dài 1,0-1,5 mm, đỉnh tù, màu vàng; mô vỏ bao phấn dài 5 mm, nứt dọc theo toàn bộ chiều dài, phấn hoa màu trắng.
Tuyến trên bầu 2, màu kem, dài 3 mm, đường kính ~0,8 mm, đỉnh tù. Vòi nhụy màu trắng, nhẵn nhụi; đầu nhụy hình đầu, rộng ~1 mm, màu trắng kem, miệng nhỏ có lông rung, hướng về phía trước. Bầu nhụy 2–3 × 2 mm, ba ngăn, màu trắng kem, nhẵn nhụi. Quả nang ba ngăn hình cầu, đường kính ~1,1 cm (khi gần chín), màu trắng, nhẵn nhụi; hạt hình trứng ngược không đều, dài ~5 mm, màu trắng kem đến màu nâu nhạt (khi gần chín), bóng, bao bọc trong áo hạt trắng mờ có khía.
C. arida ra hoa từ tháng 9 đến tháng 11 và ra quả từ tháng 10 đến tháng 12, không giống như phần lớn các loài Curcuma khác ở Việt Nam ra hoa vào tháng 4 đến tháng 7. Tuy nhiên, mô hình này là tương ứng với sự xuất hiện của mùa mưa ở vùng khí hậu bán khô hạn tại Nam Trung Bộ Việt Nam. Các họ hàng gần nhất của nó là C. pambrosima và C. vitellina.